# Lenguas muskogueanas
Las lenguas maskogui o muskogi o muscoguí  (nombre transcrito en inglés como Muskogee; y Maskoki) constituyen una familia de lenguas indígenas americanas. Todavía 4300 de los 20 000 maskoki (creek) y seminolas en Oklahoma, Alabama y Florida hablan maskoki. El código de idioma según ISO 639-3 es mus.

## Clasificación interna
El grupo lingüístico de las lenguas muskoki se divide en dos subgrupos (entre paréntesis el número aproximado de hablantes con la fecha de la estimación):
- A. Lenguas muskoki orientales
  - Alabama, en Texas, extinta en Oklahoma (c. 100 hablantes, 1997)[1]
  - Koasati (c. 200, 2000)[2]
  - Hitchiti-mikasuki (c. 400, 2000)[3]
  - Maskoki (Creek), en Alabama, Florida y Oklahoma (4300, 1997)[4]
    - maskoki (4000, 1980)[5]
    - seminola (1000, 1980)[5]
- B. Lenguas muskoki occidentales
  - Choctaw (7000, 1980;[5] 11 400, 1998;[6] 9000-11 000, 2007;[7] 9211, 2008)[8]
  - Chickasaw (2500, 1980;[5] 1000, 1987[9] y 2008)[8]

## Características comunes

### Fonología
Actualmente existe suficiente documentación sobre la lengua y se han elaborado listas largas de cognados que han permitido reconstruir el sistema fonológico del proto-muskogui con un grado de confianza elevado. El inventario consonántico viene dado por:
|              | Labial | Alveolar | Alveolar | Palatal | Velar       | Velar |
| Central      | Labial | Lateral  | Plana    | Palatal | Labializada |       |
| ------------ | ------ | -------- | -------- | ------- | ----------- | ----- |
| Oclusivas    | *p     | *t       |          |         | *k          | *kʷ   |
| Africadas    |        | *ts      |          | *tʃ     |             |       |
| Fricativas   |        | *s       | *ɬ       | *ʃ      | *x          | *xʷ   |
| Nasales      | *m     | *n       |          |         |             |       |
| Aproximantes |        |          | *l       | *j      |             | *w    |
| Otras        |        | *θ       | *θ       |         |             |       |

### Gramática
Los nombres o sustantivos en las lenguas muskoki generalmente exhiben acento léxico. Igualmente los sustantivos suelen presentar caso morfológico que diferencia al menos un caso nominativo de un caso oblicuo. Las categorías de género y número son secundarias.
Los verbos presentan un sistema complejo de ablaut, donde la forma de la raíz cambia de acuerdo sobre todo con el valor del aspecto gramatical y ocasionalmente según el tiempo gramatical o el modo gramatical. Los  verbos se marcan la persona (siendo la marca de tercera persona nula) agente y paciente.

### Comparación léxica
Los numerales en diferentes lenguas muskogui son:
| GLOSA | Oriental    | Oriental       | Oriental     | Oriental     | Occidental   | Occidental  | PROTO- MUSKOGUI             |
| GLOSA | Alabama     | Koasati        | Mikasuki     | Maskoki      | Choctaw      | Chickasaw   | PROTO- MUSKOGUI             |
| ----- | ----------- | -------------- | ------------ | ------------ | ------------ | ----------- | --------------------------- |
| '1'   | čáffàːka    | čaffáːkan      | ɬáàmen       | hámkin       | əčəffə       | čáffa       | *čáffaː(-kan)               |
| '2'   | tòklo       | tóklon         | toklan       | hokkôːlin    | tokᵊlo       | toklo       | *tóklo(-n)                  |
| '3'   | tótčìːna    | toččíːnan      | točeːnan     | toččîːnin    | toččɪːna     | toččíʔna    | *totčíːna(-n)               |
| '4'   | óstàːka     | ostáːkan       | šéetaːken    | ôːstin       | oštə         | ošta        | *óštaː(-kan)                |
| '5'   | táɬɬàːpi __ | __ cahappáːkan | __ čahkeːpan | __ čahkîːpin | taːɬɬaːpɪ __ | taɬɬáʔpi __ | *taɬɬáːpi-(n) *čahkiːpi(-n) |
| '6'   | hánnàali __ | hannáːlin __   | __ eːpaːken  | __ iːpâːkin  | hənnaːlɪ __  | hannáʔli __ | *hannáːli *iːpaːkin         |
| '7'   | ontòklo     | ontóklon       | kolapaːken   | kolapâːkin   | õtokᵊlo      | ontoklo     | *on-tóklo(-n)               |
| '8'   | ontótčìːna  | ontoččíːnan    | tošatapaːken | činapâːkin   | õtoččɪːnə    | ontoččíʔna  | *on-totčíːna(-n)            |
| '9'   | čákkàːli    | čakkáːlin      | ošnapaːken   | ostapâːkin   | čaːkkaːlɪ    | čakkáʔli    | *čákkàːli(-n)               |
| '10'  | pókkòːli    | pokkóːlin      | pokoːlen     | páːlin       | poːkkoːlɪ    | pokkóʔli    | *pokkóːli(-n)               |